# Somogyszil, Somogy
Somogyszil  este un sat în districtul Kaposvár, județul Somogy, Ungaria, având o populație de 753 de locuitori (2011). 

## Demografie
Componența etnică a satului Somogyszil
     Maghiari (85,8%)
     Romi (9,63%)
     Germani (4,18%)
     Slovaci (0,38%)
Componența confesională a satului Somogyszil
     Romano-catolici (60,29%)
     Luterani (13,68%)
     Fără religie (7,44%)
     Reformați (5,18%)
     Necunoscută (13,41%)
Conform recensământului din 2011, satul Somogyszil avea 753 de locuitori. Din punct de vedere etnic, majoritatea locuitorilor (85,8%) erau maghiari, existând și minorități de romi (9,63%) și germani (4,18%).  Din punct de vedere confesional, majoritatea locuitorilor (60,29%) erau romano-catolici, existând și minorități de luterani (13,68%), persoane fără religie (7,44%) și reformați (5,18%). Pentru 13,41% din locuitori nu este cunoscută apartenența confesională.